# Hans-Ulrich Ernst (Maler)
Hans-Ulrich Ernst (* 3. Juni 1924 in Grenchen; † 28. August 1980 in Bern) war ein Schweizer Maler, Collagist und Zeichner. Er gilt als ein wichtiger Vertreter des Surrealismus in der Schweiz.

## Leben

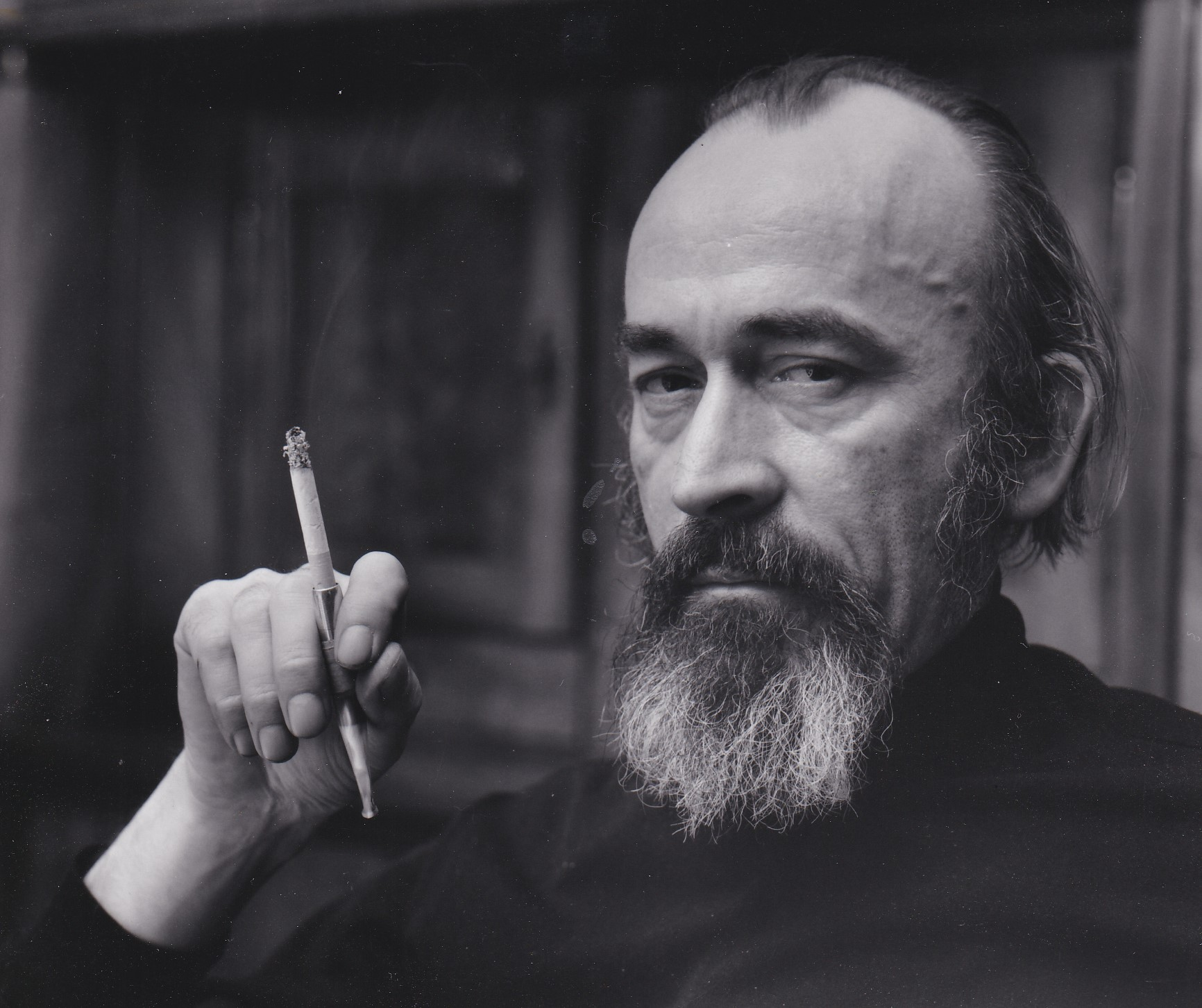
Hans-Ulrich Ernst (Maler), Portrait, ca. 1978

Hans-Ulrich Ernst absolvierte nach der Schule eine Lehre als Kaufmann in einer Eisenhandlung in Grenchen. Anschliessend war er in der Verwaltung der Stadt Grenchen angestellt. In den Jahren 1969 bis 1980 arbeitete er halbtags als Wissenschaftlicher Fotograf im Geologischen Institut der Universität Bern.
Am 1. September 1947 heirateten er und Mirna Borer. 1950 kam der gemeinsame Sohn Jürg Ulrich zur Welt.
1959 zog Hans-Ulrich Ernst nach Balm bei Messen. 1960 erfolgte der Umzug zunächst nach Wabern, dann nach Bern ins Monbijou-Quartier und schliesslich in die Länggasse, wo er mit seiner langjährigen Lebenspartnerin Elsa Schrauder wohnte. Sein Künstleratelier hatte er an der Bühlstrasse eingerichtet. Er war Mitglied der GSMBA (Gesellschaft Schweizerischer Maler, Bildhauer und Architekten).

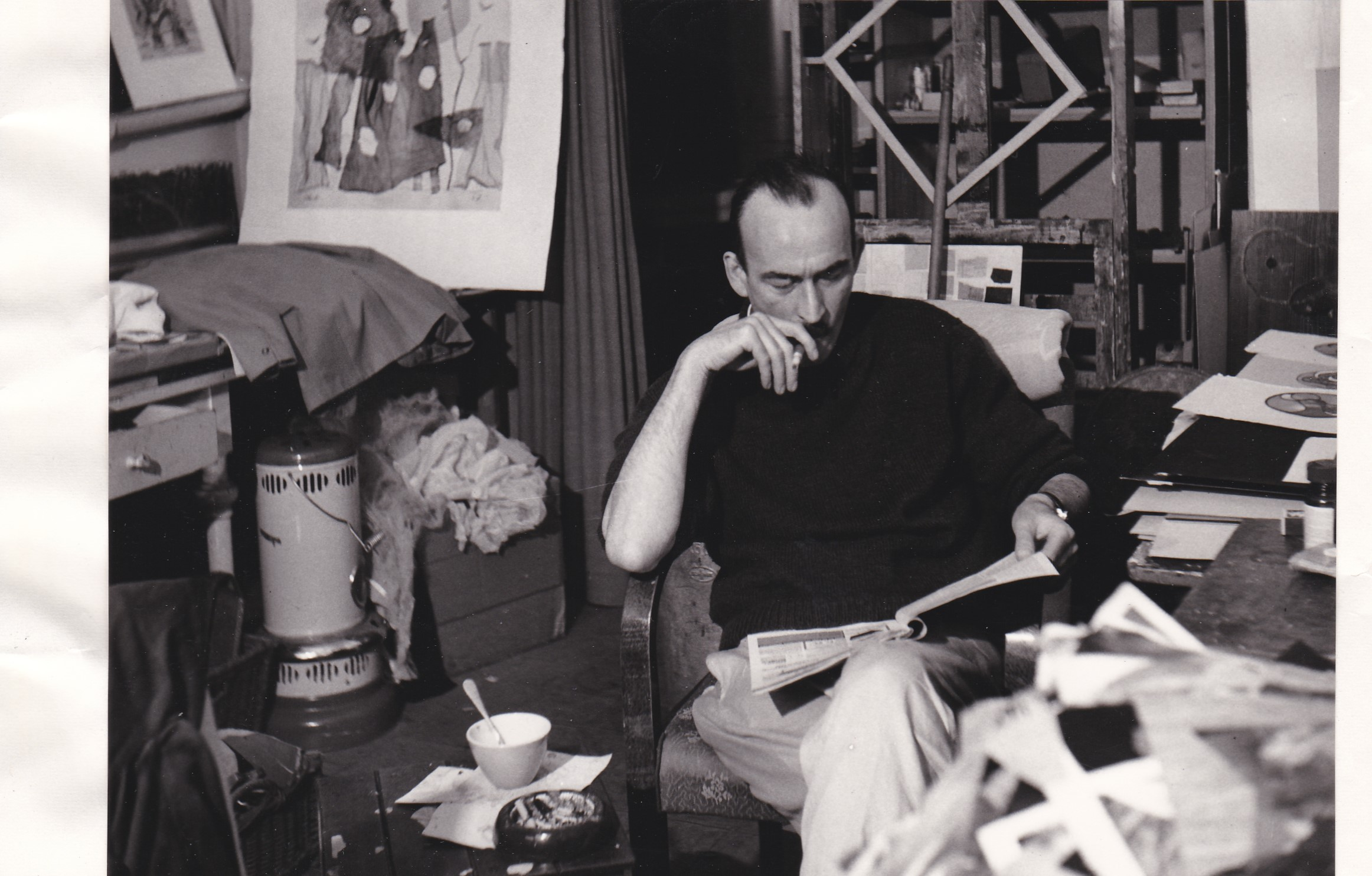
Hans-Ulrich Ernst (Maler), Atelier, Monbijoustrasse 27, Bern, ca. 1970

Während seiner Grenchner Zeit war Hans-Ulrich Ernst bereits 1948 als Mitstreiter seines Jugendfreundes Toni Brechbühl bei der Gründung der Galerie Bilder-Gilde, später Galerie B, dabei. In den 1950er Jahren gehörte er zum Künstlerkreis um Walter Emch, Peter Travaglini und Ferdinand Kaus. Ab 1960 war Hans-Ulrich Ernst als freischaffender Künstler tätig. In Bern bewegte er sich stets in der künstlerischen Subkultur, zunächst in der nonkonformistischen Szene der 1960er Jahre in den Diskussionskellern der Altstadt wie der Junkere 37. Zu seinem Freundeskreis zählten die Schriftstellerinnen und Schriftsteller Guido Bachmann, Friedrich Dürrenmatt, Sergius Golowin, Mariella Mehr, Paul Nizon, Joachim Stäubli, der Physiker und Philosoph Eduard Käser, die Künstlerinnen und Künstler Max Kohler, Marcel Niederhauser, Jimmy Schneider, Peter Travaglini, Anne Wilhelm, Bruno Wurster sowie die Galeristen Toni Brechbühl und Hans Liechti in Grenchen und Hugo Ramseyer und Werner Schindler in Bern.
Das Kunsthaus Grenchen besitzt 35 Werke von Hans-Ulrich Ernst in seiner Sammlung und die Stadt sowie der Kanton Bern tätigten regelmässige Ankäufe. Trotzdem blieb Hans-Ulrich Ernst zeitlebens ein verkannter Künstler und nonkonformistischer Aussenseiter.
Paul Nizon charakterisierte Hans-Ulrich Ernst 1982: «Er war ein echter Künstler, unverführbar, radikal und auf eine ungemein scheue, schon beinahe verklausulierte Weise ein guter Mensch.» Und Ernst konnte oft auch lustig sein und hatte einen verschmitzten, gleichzeitig makaberen Humor. Deshalb pflegte ihn Nizon in seinen Briefen und Widmungen «Ueli Ernst genannt Lustig» zu titulieren, im Bewusstsein der Zweifel, der Bitterkeit und Zerrissenheit, die Hans-Ulrich Ernst in seinem steten Überlebenskampf bis zum frühen Tod mit 56 prägten.
Die Filmerin Miriam Ernst ist die Enkelin von Hans-Ulrich und die Tochter von Jürg U. Ernst.

## Künstlerisches Werk
Der Surrealismus der 1930er und der Nachkriegsjahre prägten das Schaffen von Hans-Ulrich Ernst. Die Vorbilder waren der junge Joan Miró, Salvador Dalí und sein Namenskollege Max Ernst. Als Autodidakt schuf Hans-Ulrich Ernst in den 1950er Jahren erste Bilder, zunächst noch gegenständlicher Natur. Dazu zählt das Selbstporträt, das 1954 entstand. Später löste er sich vom eigentlichen Abbild, in der Überzeugung, das Nachahmen äusserer Erscheinungen habe nichts mit Kunst zu tun, diese sei vielmehr Dokumentation der eigenen individuellen Geisteshaltung.
Hans-Ulrich Ernst arbeitete in verschiedenen Techniken. Er schuf Ölbilder, Tuschezeichnungen, Aquarelle, Zeichnungen und Collagen, oft in einem Werk vereint als Mischtechnik. Er war ein Meister des Collage-Klebens, und seine Werke waren Ergebnisse von einem fanatisch-verbissenen Perfektionswillen. In exakten Skizzen und Farbstudien entwarf er klar überlegte, formal durchkomponierte Bilder. Im Gegensatz dazu standen die Bildinhalte von irrealem Traumcharakter, die aus tiefsten Bewusstseinsschichten aufsteigen. Hans-Ulrich Ernst gestaltete seine eigene apokalyptische Welt von beklemmender Düsterkeit und Öde, zugleich aber voll melancholischer Poesie. Kreaturen mit Rüsseln und Fangarmen, glühenden Augen, Reisszähnen und Klauen ausgestattet, verstand er in seinen Bildern mit Spielerisch-Verspieltem, Melancholie und Trauer, Erotik und Anatomischem, Schalk und Bedrückendem zu vereinigen.

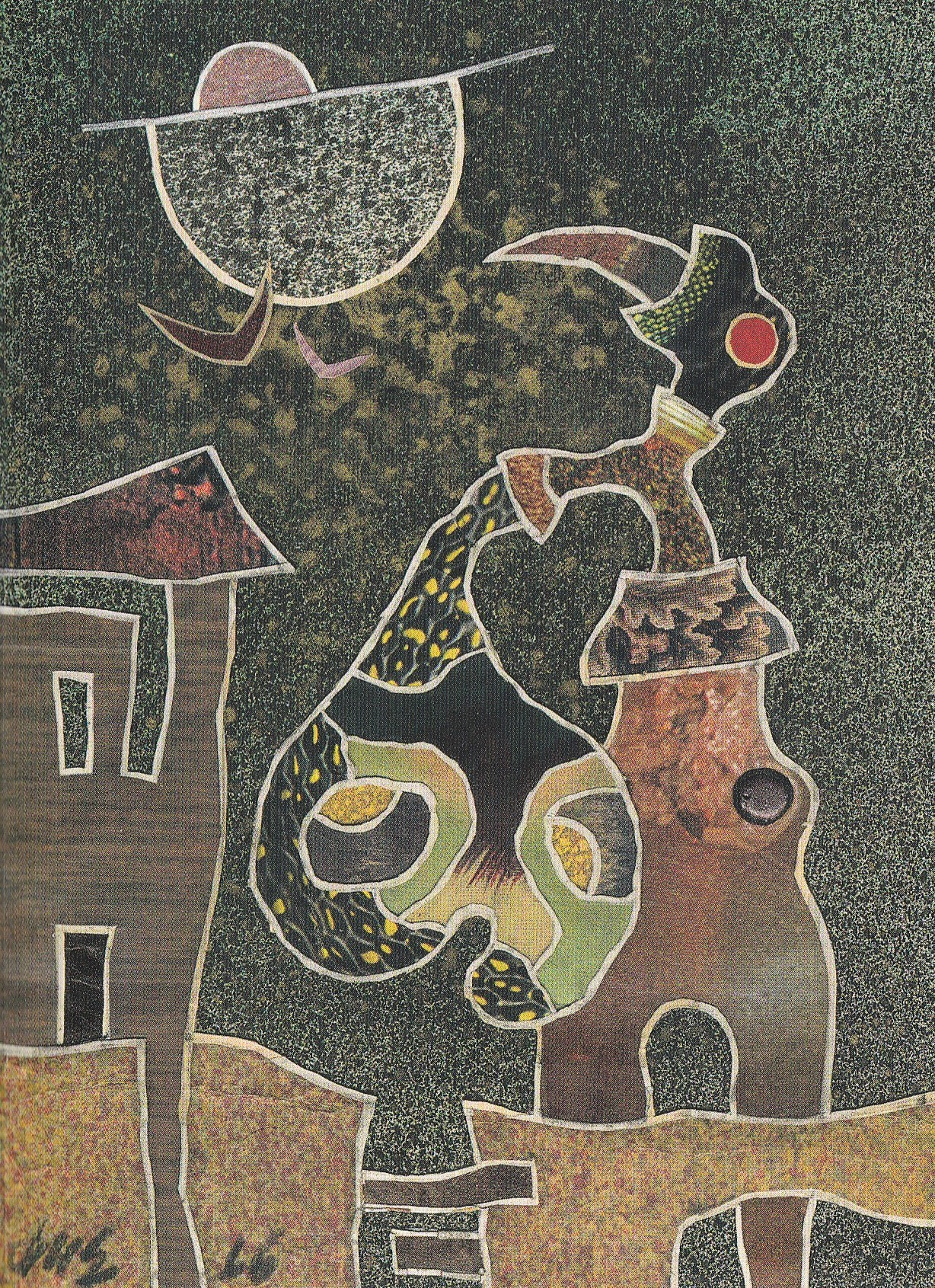
Collage, ohne Titel, 1966

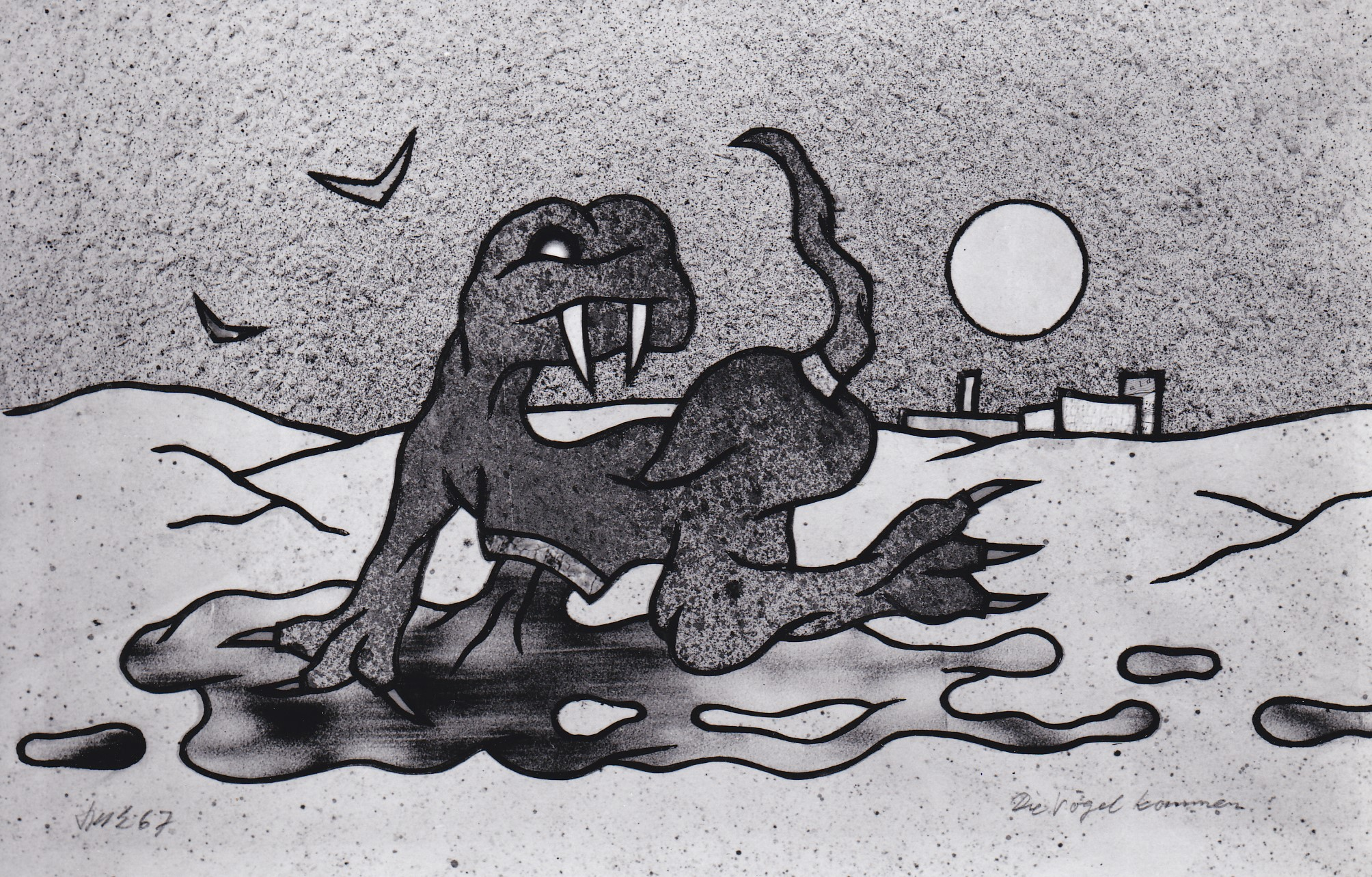
Die Vögel kommen, Collage, 1967, Schwarz-Weiss-Foto

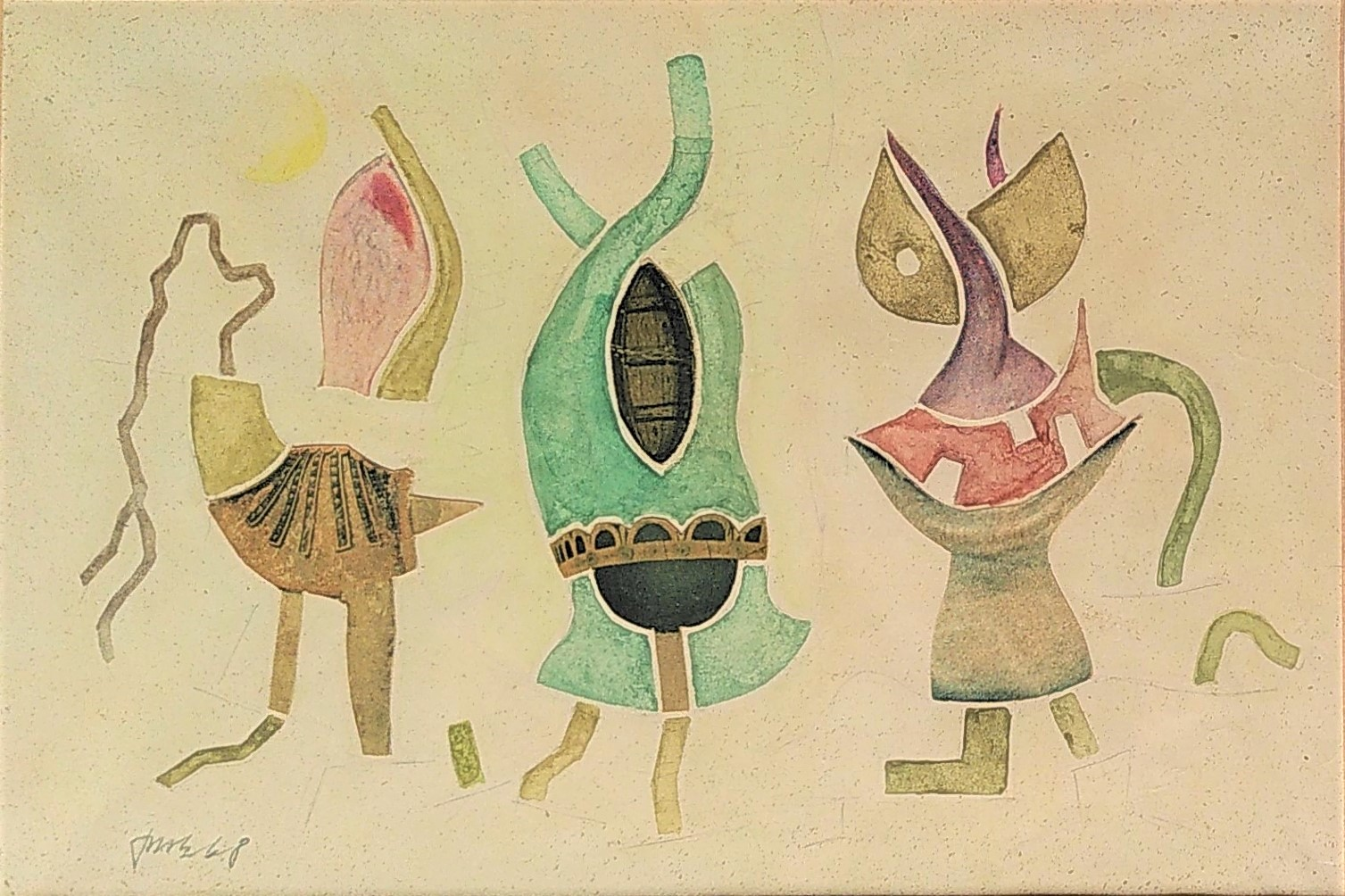
Die Schnaffen, Collage / Mischtechnik, 1968

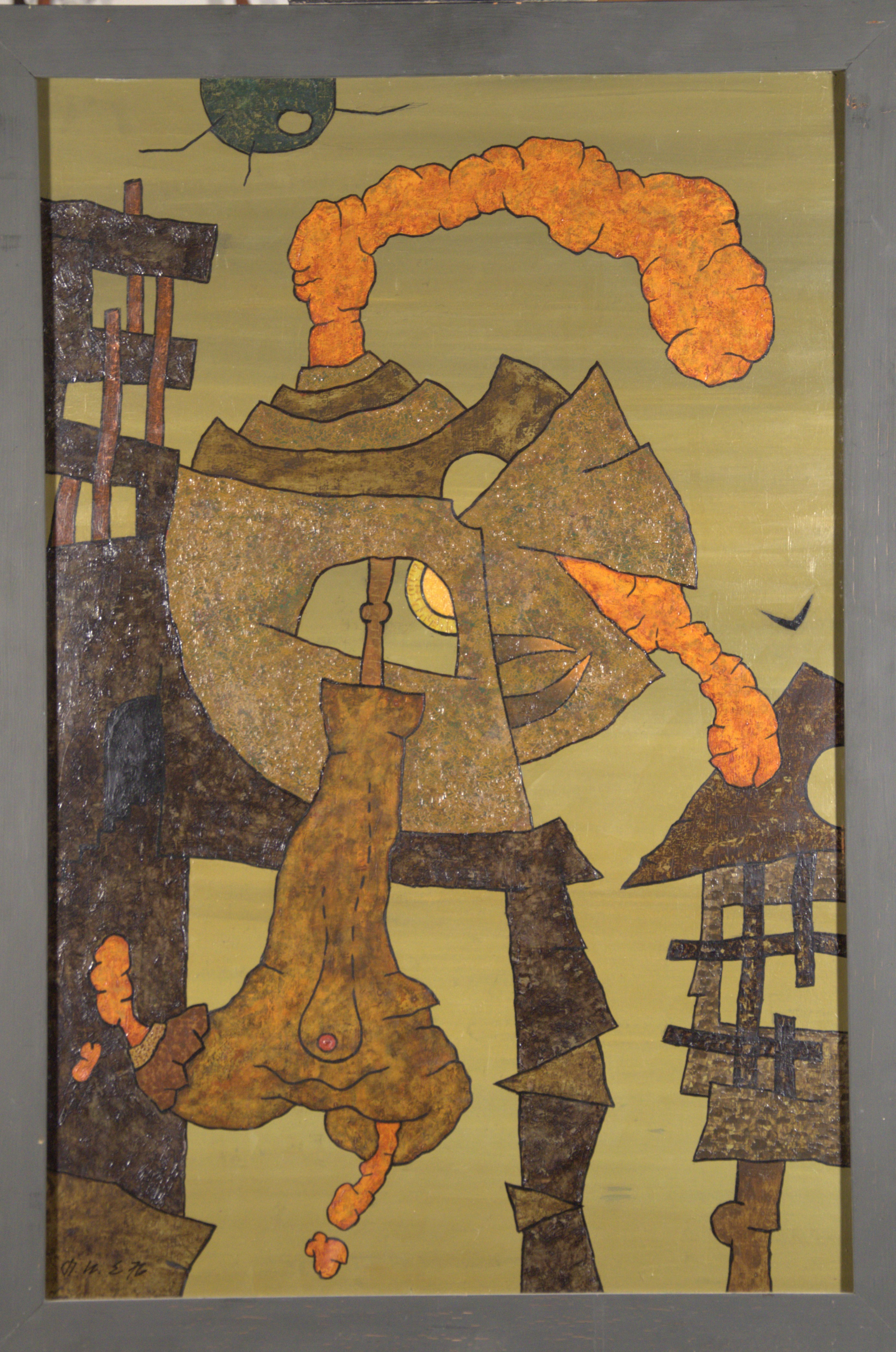
Undinger, Ölgemälde, 1976

## Ausstellungen (Auswahl)
Im Zeitraum von 1960 bis 1980 zeigte Hans-Ulrich Ernst seine Werke in über 40 Ausstellungen in der ganzen Schweiz, zehn davon waren Einzelausstellungen. Nach seinem Tod 1980 folgten Gedenkausstellungen in Bern, Grenchen und Schwarzenburg.
- 1949: Kunstmuseum Solothurn
- 1953: Städtische Galerie Biel
- 1960: Galerie Toni Brechbühl, Grenchen
- 1968: Artesia, Internationale Gemäldegalerie, Ulmiz
- 1970: Galerie Zähringer, Bern
- 1971: Die andere Realität, Kunstmuseum Bern[15]
- 1972: Galerie Pro Arte Kasper, Morges (zusammen mit Werken von Picasso und Jan Hegy)
- 1972: Galerie Mélisa, Lausanne
- 1973: Galerie Max Löw, Basel
- 1973: Galerie zur Ringmauer, Murten[16]
- 1975: Galerie Manoir, Martigny
- 1977: Galerie Bertram, Burgdorf
- 1978: Galerie Läderach, Junkerngasse 38, Bern (zusammen mit Sohn Jürg U. Ernst)[17]
- 1981: Galerie Toni Brechbühl, Grenchen
- 1982: Galerie Schindler, Bern[18]
- 1984: Kunsthaus Grenchen (Gedenkausstellung und zugleich Eröffnungsausstellung des Kunsthauses)
- 1989: Galerie Schindler, Bern (gleichzeitig mit der Ausstellung Die Welt der Collage von Max Ernst im Kunstmuseum Bern)[19][20]
- 1998: Galerie im Theater an der Effingerstrasse, Bern[21][22]
- 2004: Hotel Krebs, Grenchen (Ausstellung durch Toni Brechbühl organisiert)[23]
- 2004: Ateliergalerie Ernst, Schwarzenburg
- 2024: Schlosskeller Schwarzenburg, Retrospektive zum 100. Geburtstag

### Dokumente von und über Hans-Ulrich Ernst imSchweizerischen Literaturarchiv
- https://www.helveticarchives.admin.ch/detail.aspx?ID=907003
- https://www.helveticarchives.admin.ch/detail.aspx?ID=906432
- https://www.helveticarchives.admin.ch/detail.aspx?ID=908142
- https://www.helveticarchives.admin.ch/detail.aspx?ID=1402127

### Werkstandorte
- Werke im Künstlerarchiv Grenchen
- Kunsthaus Grenchen: Webpräsenz
- Werke in der Kunstsammlung Kanton Bern
- Städtische Kunstsammlung, Bern
- Jürg Ulrich Ernst, Sohn von Hans-Ulrich Ernst: Webpräsenz
- Kunstverein Schwarzenburg: Webpräsenz